# Resort Bezpieczeństwa Publicznego
Resort Bezpieczeństwa Publicznego (RBP) – resort pełniący rolę cywilnej służby specjalnej i kierujący formacją policyjną, i formacją więzienną przy Polskim Komitecie Wyzwolenia Narodowego, pierwszy zorganizowany organ bezpieczeństwa stworzony i obsadzony personalnie przez NKWD na wzór sowieckich organów bezpieczeństwa, w celu wprowadzenia  podporządkowanego ZSRR systemu władzy komunistycznej na terenach Polski zajętych przez Armię Czerwoną i ochrony tego systemu. W myśl ustawy o Instytucie Pamięci Narodowej – Komisji Ścigania Zbrodni przeciwko Narodowi Polskiemu (art. 5 ust. 1 pkt 1) z 18 grudnia 1998 roku RBP PKWN uznany jest za organ bezpieczeństwa państwa. 31 grudnia 1944 przemianowany na Ministerstwo Bezpieczeństwa Publicznego w związku z przekształceniem PKWN w Rząd Tymczasowy Rzeczypospolitej Polskiej.

## Rodowód organów bezpieczeństwa PRL
Rodowód cywilnego aparatu bezpieczeństwa sięga kwietnia 1944 roku. Wówczas blisko dwudziestoosobowa grupa Polaków rozpoczęła kurs w szkole Ludowego Komisariatu Spraw Wewnętrznych (NKWD), numer 336 w Kujbyszewie. Do połowy 1944 roku przez podobne ośrodki w całym ZSRR przeszło co najmniej 217 przyszłych oficerów cywilnego i wojskowego aparatu bezpieczeństwa w Polsce. W takich ośrodkach szkoliła się także przyszła kadra oficerów innych narodowości, których kraje w najbliższym czasie miały być wyzwolone spod okupacji niemieckiej i poddane dominacji ZSRR, a ludzie ci mieli być narzędziem do utrzymania władzy i porządku komunistycznego w tych krajach.

## Powołanie RBP
Resort Bezpieczeństwa Publicznego powstał w Moskwie. Powołany 21 lipca 1944 roku w stolicy ZSRR Polski Komitet Wyzwolenia Narodowego (PKWN) miał w swym składzie 13 resortów, w tym Resort Bezpieczeństwa Publicznego (RBP).

## Organizacja i kierownictwo
27 lipca 1944 roku Resort Bezpieczeństwa Publicznego przeniesiono do Lublina, powierzając kierownictwo nad nim Stanisławowi Radkiewiczowi. Pierwszymi jednostkami powołanymi 1 sierpnia 1944 roku były: kontrwywiad kierowany przez Romana Romkowskiego, wydział personalny, na którego czele stanął Mikołaj Orechwa i sekretariat, którym kierował Julian Konar.
Pod koniec 1944 Resort Bezpieczeństwa liczył prawie 21 tysięcy ludzi, w tym 13 tysięcy funkcjonariuszy Milicji Obywatelskiej, 4 tysiące żołnierzy Wojsk Wewnętrznych i około tysiąca funkcjonariuszy służb więziennych. W aparacie bezpieczeństwa służyło prawie 3 tysiące funkcjonariuszy.

### Początkowa organizacja RBP
Kierownik – Stanisław Radkiewicz
Sekretariat – Julian Konar
Komendantura – Stefan Sobczak
- Departament Kontrwywiadu – dyrektor płk Roman Romkowski
- Wydział Personalny – dyrektor mjr Mikołaj Orechwa
- Wydział Ochrony Rządu, przyszłe BOR – dyrektor Leon Andrzejewski
- Wydział Cenzury – dyrektor Michał Rossner
- Wydział Więzień i Obozów – dyrektor Teodor Duda (do 1 X 1944 r, jako Sekcja Więzienna)
- Samodzielny Wydział Wywiadu – dyrektor (p.o. od 28 grudnia 1944 roku) Stefan Antosiewicz
- Wydział Śledczy – dyrektor Władysław Dominik
- Wydział Finansowy – dyrektor Edward Kalecki
- Wydział Kartotek
- Wydział Łączności i Techniki Operacyjnej
- Wydział Zaopatrzenia
- Wydział Kadr
- Biuro Prawne – dyrektor Zygmund Braud

### WUBP/PUBP

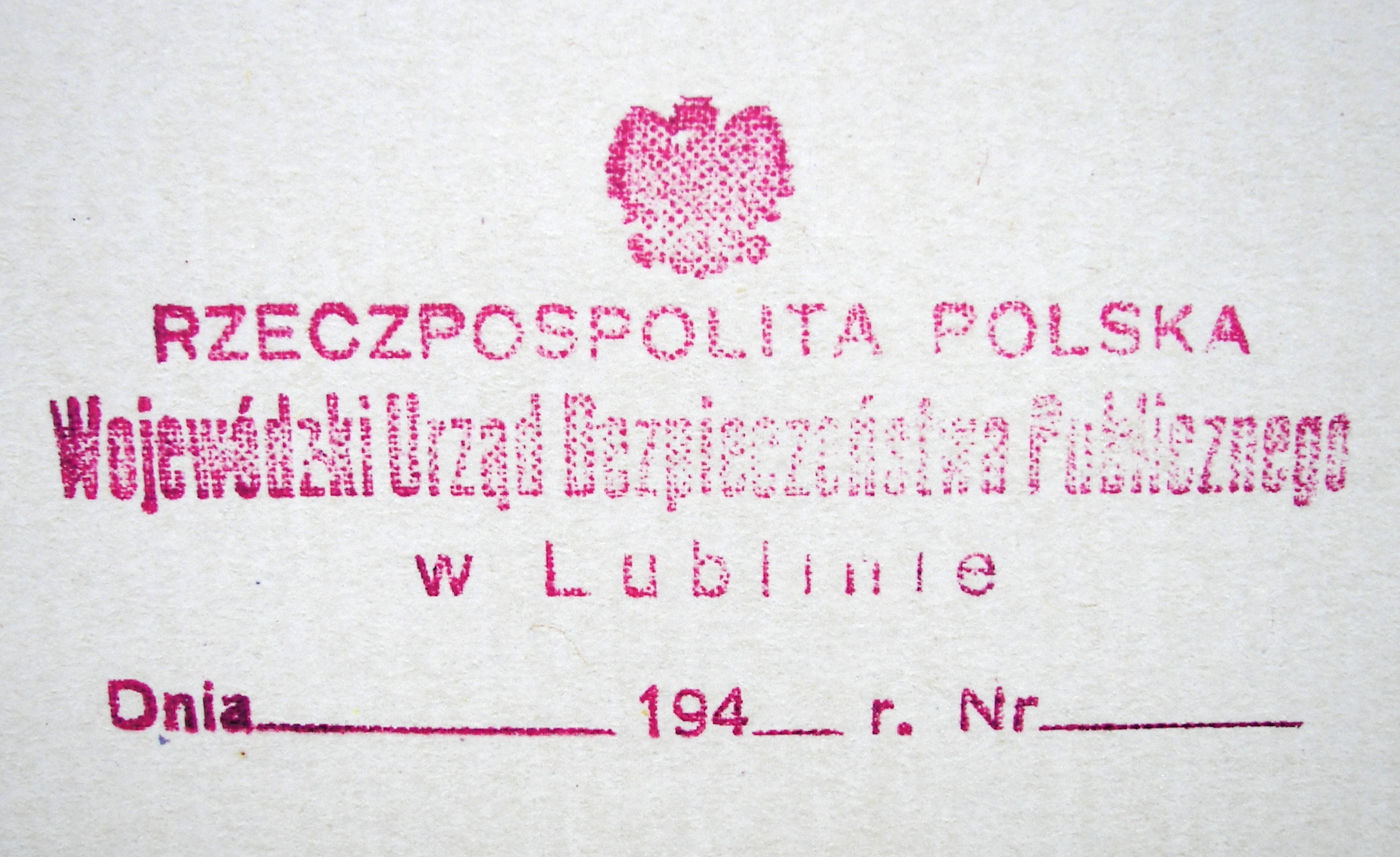
Pieczęć: Wojewódzki Urząd Bezpieczeństwa Publicznego w Lublinie

Równolegle z rozwijaniem Resortu Bezpieczeństwa Publicznego powoływano jednostki terenowe, tzw. Wojewódzkie Urzędy Bezpieczeństwa Publicznego (WUBP) i Powiatowe (PUBP). Pierwszy Wojewódzki Urząd Bezpieczeństwa Publicznego powołano w sierpniu 1944 roku, w Lublinie, pod kierownictwem Henryka Palki. 3 września 1944 roku pełnomocnik Resortu BP major Mieczysław Broniatowski zorganizował WUBP w Rzeszowie. W tym samym miesiącu Faustyn Grzybowski (również pełnomocnik RBP) powołał WUBP w Białymstoku, w którym działa już PUBP (Powiatowy Urząd Bezpieczeństwa Publicznego) kierowany przez Mikołaja Łojkę. WUBP dla Kielc, kierowany przez kapitana Hipolita Duliasza, a następnie przez majora Władysława Sobczyńskiego, utworzono początkowo 22 września 1944 roku w Rytwianach pod Staszowem, 12 listopada urząd przeniesiono do Sandomierza, a 20 stycznia 1945 roku do Kielc. Pod koniec listopada 1944 roku we wschodniej części województwa warszawskiego utworzono WUBP, kierowany przez majora Mieczysława Broniatowskiego (wcześniej także utworzono PUBP w Siedlcach i Ostrowi Mazowieckiej oraz MUBP w Warszawie na Pradze, kierowany przez Bronisława Gabarę).

### Etaty personalne
10 listopada 1944 r. zatwierdzono etaty personalne w Resorcie Bezpieczeństwa Publicznego, mianowicie:
- Wojewódzki Urząd Bezpieczeństwa Publicznego – 308 osób
- Miejski Urząd Bezpieczeństwa Publicznego – 148 osób
- Powiatowy Urząd Bezpieczeństwa Publicznego – 51 osób
- Gminny Urząd Bezpieczeństwa Publicznego (przy posterunku MO) – 3 osoby

### Organizacja Wojewódzkiego Urzędu Bezpieczeństwa Publicznego
Schemat nowej struktury organizacyjnej WUBP został załączony w rozkazie Nr 0325/45WP Kierownika Wydziału Personalnego MBP majora Mikołaja Orechwy, do Kierownika Wojewódzkiego Urzędu Bezpieczeństwa Publicznego w Lublinie, majora Faustyna Grzybowskiego z dnia 16 lutego 1945 roku.

Lecz poniższy schemat obowiązywał już w RBP, pod koniec 1944 roku.
Kierownik Urzędu
1. Odpowiada za całokształt pracy urzędu, kieruje wszystkimi działaniami pracy urzędu, ale bezpośrednio kieruje pracami – Wydziału I, Wydziału personalnego, Wydziału walki z bandytyzmem, Milicji Obywatelskiej, i stawia konkretne operacyjne zadania jednostce Wojsk Wewnętrznych znajdującej się w danym województwie.
2. Utrzymuje łączność z najbardziej wartościowymi agentami, których osobiście werbuje.

Zastępca Kierownika Urzędu
1. Zastępuje kierownika podczas jego nieobecności, kieruje bezpośrednio pracami Wydziału II, Więzień i obozów, Kontroli prasy oraz sekretariatu.
2. Werbuje osobiście agenturę i utrzymuje z nią łączność.

Sekretariat Kierownika Urzędu
1. Wykonuje zadania otrzymane od kierowników urzędu i jego zastępcy.
2. Przyjmuje korespondencję adresowaną do kierownika urzędu i jego zastępcy.
3. Wysyła korespondencję wychodzącą od kierownika urzędu i jego zastępcy.
4. Przygotowuje materiały do rozkazów i rozporządzeń podpisywanych przez kierownika urzędu lub jego zastępcę.
5. Kontroluje wykonanie rozkazów i rozporządzeń kierownika urzędu.

Wydział Personalny
1. Przygotowuje wnioski dla decyzji kierownika o przyjęcie do pracy oraz zwalnianie z pracy stałych pracowników etatowych.
2. Kontroluje już pracujących i nowo przyjmowanych, sprawdzając prawdziwość podanych przez nich wiadomości, odnośnie do ich życiorysów i danych o krewnych.
3. Organizuje szkolenie kadr aparatów Powiatowych Miejskich i aparatu wojewódzkiego.
4. Prowadzi dokładną ewidencję przyjętych przez siebie do pracy, wprowadzając na ich karty ewidencyjne dane personalne.
5. Kontroluje kadry pracowników Milicji Obywatelskiej, więzień i obozów oraz cenzury wojskowej.
6. Prowadzi śledztwo w wypadku popełnienia przestępstw przez pracowników.
7. Zbiera charakterystyki pracowników i przedstawia ich do awansów i odznaczeń.

Wydział I
Kierownik Wydziału
1. Kieruje pracą całego wydziału oraz pracą kontrwywiadowczą Miejskich i Powiatowych Urzędów Bezpieczeństwa Publicznego
2. Bezpośrednio kieruje Sekcjami – 1, 2, 3, i 8.
3. Osobiście werbuje agenturę i utrzymuje z nią łączność.

Zastępca Kierownika Wydziału
1. Zastępuje kierownika podczas jego nieobecności.
2. Kieruje bezpośrednio pracami Sekcji – 4, 5, 6, i 7.
3. Osobiście werbuje agenturę i utrzymuje z nią łączność.

Sekretariat
1. Wykonuje zadania otrzymane od kierownika wydziału i jego zastępcy.
2. Przyjmuje korespondencje adresowaną do kierownika wydziału.
3. Wysyła korespondencję wychodzącą od kierownika wydziału.
4. Prowadzi ewidencje agentury.

Sekcja 1
1. Organizuje prace w kierunku wykrycia niemieckiej agentury, volksdeutschów, i innych niemieckich sługusów.
2. Werbuje, wychowuje i utrzymuje łączność z agenturą, w celu rozpracowania wrogiego elementu.
3. Kieruje pracami Miejskich i Powiatowych Urzędów Bezpieczeństwa, po linii walki z niemieckim szpiegostwem i volksdeutschami.

Sekcja 2
1. Organizuje pracę przeciwko wszystkim antypaństwowym elementom, znajdującym się w różnych nielegalnych partiach i organizacjach, jak: sanacja, endecja, antypaństwowe elementy chłopskie i mniejszości narodowe.
2. Werbuje, wychowuje i utrzymuje łączność z agenturą, w celu rozpracowania wrogiego elementu.
3. Kieruje pracami Miejskich i Powiatowych Urzędów Bezpieczeństwa po linii tego elementu.

Sekcja 3
1. Prowadzi pracę przeciwko wszystkim antypaństwowym elementom, które przenikają do partii rządzących, zaśmiecają je, oraz przeciwko wrogiej agenturze wśród duchowieństwa, inteligencji i młodzieży.
2. Werbuje wychowuje i utrzymuje łączność z agenturą, w celu rozpracowania wrogiego elementu.
3. Kieruje pracami Miejskich i Powiatowych Urzędów Bezpieczeństwa po linii tego elementu.

Sekcja 4
1. Organizuje pracę przeciwko wszystkim antypaństwowym elementom, znajdującym się w przemyśle i usiłującym organizować sabotaże, dywersje, szpiegostwo, szkodnictwo, w przemyśle państwowym oraz przeciwko prywatnym przemysłowcom, którzy świadomie nie dopuszczają do wykonania państwowych zadań gospodarczych.
2. Werbuje, wychowuje i utrzymuje łączność z agenturą, w celu rozpracowania wrogiego elementu.
3. Kieruje pracami Miejskich i Powiatowych Urzędów Bezpieczeństwa po linii tego elementu.

Sekcja 5
1. Prowadzi pracę przeciwko działalności antypaństwowej osób i organizacji, stawiających sobie za zadanie zwalczanie reformy rolnej, jak i innych posunięć rządu w dziedzinie rolnej.
2. Prowadzi pracę przeciwko różnym wrogim agenturom, ukrywającym się we wsiach i folwarkach.
3. Werbuje, wychowuje i utrzymuje łączność z agenturą, w celu rozpracowania wrogiego elementu.
4. Kieruje pracami Miejskich i Powiatowych Urzędów Bezpieczeństwa po linii tego elementu.

Sekcja 6
1. Prowadzi pracę przeciwko działalności antypaństwowej osób i organizacji, stawiających sobie za zadanie zdezorganizowanie transportu kolejowego, samochodowego, drogowego, rzecznego, morskiego i powietrznego oraz łączności: poczta, telefony, telegraf, radio - drogą organizacji sabotażu, szkodnictwa i dywersji, jak również przeciwko osobom pracującym w transporcie i łączności, a zajmującym się szpiegostwem na rzecz obcego mocarstwa.
2. Werbuje, wychowuje i utrzymuje łączność z agenturą, w celu rozpracowania wrogiego elementu.
3. Kieruje pracami Miejskich i Powiatowych Urzędów Bezpieczeństwa po linii tego elementu.

Sekcja 7
1. Wykonuje zadania polecane przez kierownika lub zastępcę kierownika – Wydziału I.
2. Przeprowadza dla wszystkich pozostałych operacyjnych sekcji i wydziałów w województwie, wywiad lub zewnętrzną obserwacje obiektów.

Sekcja 8
1. Na podstawie materiałów otrzymanych od kierownictwa – Wydziału I, i na jego zlecenie, przeprowadza aresztowania i prowadzi śledztwo.
2. Werbuje w razie potrzeby agenturę spośród znajdujących się w śledztwie.

Wydział II
Kierownik Wydziału
1. Kieruje pracami całego Wydziału.
2. Szczególnie zajmuje się pracami Sekcji 1, Grupy Szyfrowej, Łączności Radiowej i laboratorium daktyloskopijnego.

Zastępca Kierownika Wydziału
1. Zastępuje kierownika podczas jego nieobecności.
2. Kieruje pracami Cenzury Wojennej i Biura Kontroli Prasy.

Sekcja 1
1. Organizuje kartotekę szpiegów i dywersantów volksdeutschów, AK-owców, NSZ-owców i innych antypaństwowych elementów.
2. Na żądanie wydaje operacyjnym sekcjom informacje o elementach antypaństwowych znajdujących się w ewidencji.
3. Organizuje przechowywanie (Archiwum) spraw zakończonych przez sekcje operacyjne.
4. Organizuje przechowanie i ewidencję depozytów aresztowanych i rzeczy skonfiskowane.

Grupa Szyfrowa
1. Zaszyfrowuje i odszyfrowuje telegramy.

Grupa Łączności Radiowej
1. Utrzymuje łączność radiową ze swoimi abonentami.

Wydział III
Kierownik Wydziału
1. Kieruje pracami całego Wydziału, bezpośrednio kieruje sekcjami gospodarczą i finansową.

Zastępca Kierownika
1. Zastępuje kierownika podczas jego nieobecności.
2. Kieruje pracą Komendantury, Poczty Specjalnej, Sekcji Transportowej, Central Telefonicznej i Ambulatorium.

Komendantura
1. Odpowiada za wewnętrzną i zewnętrzną ochronę budynku.
2. Utrzymuje i odpowiada za areszt wewnętrzny.
3. Kieruje biurem przepustek, oraz wydaje pracownikom broń i przyjmuje ją od nich.
4. Wykonuje zarządzenia kierownika o ukaraniu pracowników.

Poczta Specjalna
1. Przyjmuje pocztę tajną i rozdaje ją według marszruty.

Sekcja Finansowa
1. Planuje wydatki dla Urzędu Wojewódzkiego i podległych Miejskich i Powiatowych Urzędów.
2. Rozdziela kredyty i finansuje podległe urzędy.
3. Przeprowadza kontrolę nad rozchodowaniem pieniędzy przez podległe urzędy.

Sekcja Gospodarcza
1. Planuje i otrzymuje zaopatrzenie w żywność, umundurowanie i uzbrojenie dla urzędu wojewódzkiego i podległych mu urzędów.

Wydział walki z bandytyzmem
1. Prowadzi śledztwa w sprawach wielkich bandyckich napadów.
2. Przeprowadza przy pomocy agentury rozpracowanie band na terenie całego województwa i prowadzi ich likwidację.

Wydział więzień i obozów
1. Realizuje kontrolę stanu więzień i obozów na terenie swojego województwa.
2. Prowadzi ewidencję karanych więźniów na terenie swojego województwa.
3. Prowadzi polityczno-wychowawczą pracę zarówno wśród więźniów, jak i pracowników aparatu więzień i obozów.
4. Organizuje agenturę w więzieniach i obozach wśród skazanych przestępców, celem wykrycia nowych przestępstw nieujawnionych przez śledztwo i sąd.

## Z resortów na ministerstwa
31 grudnia 1944 Józef Stalin przekształcił PKWN w Rząd Tymczasowy Rzeczypospolitej Polskiej, a dotychczasowe resorty otrzymały status ministerstw. Także Resort Bezpieczeństwa Publicznego przekształcono na Ministerstwo Bezpieczeństwa Publicznego (MBP) i dokonano poważnego powiększenia całego aparatu. Trzy miesiące później Komitet Centralny Polskiej Partii Robotniczej określił pożądane proporcje – jeden funkcjonariusz ministerstwa na dwustu obywateli.